# Anote Tong
Anote Tong (kin., 湯安諾; pinyin: Tāng Ānnuò, 11. lipnja 1952. -) je političar i 4. predsjednik Republike Kiribati. Funkciju predsjednika obavlja od 2003. godine kada je na izborima tijesno porazio svog brata Harryja Tonga. Drugi mandat osvojio je na izborima u listopadu 2007. godine. Dana 11. ožujka 2016. godine zamijenio ga je Taneti Maamau.